# Cass (rivière du district de Selwyn)
Ne pas confondre avec la rivière proche : Cass (rivière) (District de Mackenzie).
Pour les articles homonymes, voir Cass.
La rivière Cass  (en anglais : Cass River) est un cours d’eau alpin de la région de Canterbury dans l’Île du Sud de la Nouvelle-Zélande.

## Géographie
EIle prend naissance au niveau du col de Cass Saddle dans le Parc Forestier de Craigielleburn et s’écoule généralement vers le nord-est le long de la chaîne de Craigieburn avant de tourner vers le nord pour y rencontrer le fleuve Waimakariri .

Cass Saddle, à la source de la rivière Cass, en vue des montagnes du Black Range. Novembre 2019.

La State Highway 73/S H 73 et la Midland Line traversent toutes les deux le cours inférieur de la rivière  près du village de Cass.
Un propriétaire terrien local, P&E Ltd, chercha à dérouter l’eau de la rivière Cass River pour irriguer 550 ha des hautes terres près du Lac Grassmere. Le consentement fut refusé en Mars 2013, les commissaires agissant pour l’' Environment Canterbury' furent missionnés pour évaluer « un impact potentiel sur les valeurs du paysage  et sur la qualité de l’eau ».
La rivière, la gare et la ville sont dénommées d’après Thomas Cass, gouverneur de la Province de Canterbury de 1851 à  1867.